# Терентьев, Александр Петрович
Александр Петрович Терентьев (20 января 1891 года — 17 июля 1970 года) — советский химик-органик, доктор химических наук, профессор, член-корреспондент АН СССР. Лауреат Сталинской премии (1948).

## Биография
Александр Петрович Терентьев родился в Москве 8 (по новому стилю 20) января 1891 г. Мать его, Евгения Семёновна Фатова, была из мещан, работала в Прохоровской школе учительницей, а отец, Пётр Никитич, из крестьян Московской губернии. В семье Терентьевых было семеро детей, из которых четверо стали педагогами. Брат Борис — профессор Московского электротехнического института связи, его сын Пётр — один из основателей советской органической масс-спектрометрии, доктор химических наук, профессор.
Александр с детства отличался упорством и трудолюбием. С Серебряной медалью он окончил Московскую Пятую классическую мужскую гимназию на Поварской. В 1913 г. с отличием окончил естественное отделение физико-математического факультета Московского императорского университета и остался в аспирантуре для подготовки к получению профессорского звания. С 1914 г. Терентьев в течение десяти лет вёл занятия со студентами. Благодаря этому он попал в Москву и сначала стал преподавателем в ремесленном училище при Прохоровской Трёхгорной мануфактуре, а затем был назначен директором этого училища.
Александр Петрович преподавал на рабочих курсах Дорогомиловского химического завода, Промакадемии, Московского политехникума им. В. В. Ленина, МГУ. Терентьев, как эрудированный химик, часто выполнял роль научного консультанта. Будучи блестящим организатором, он вносил свой вклад в работу Московского бюро секции научных работников, был привлечён к работе Народного комиссариата просвещения РСФСР, Высшей аттестационной комиссии (ВАК), был избран почётным членом Всесоюзного химического общества им. Д. И. Менделеева.
Александр Петрович внёс большой вклад в развитие Московского университета. В 1924 г. он становится доцентом и становится заместителем декана физико-математического факультета, до 1927 — членом его деканата. В период 1926—1928 гг. — член Учёного совета МГУ. Именно тогда при участии Александра Петровича в 1929 г. происходит образование химического факультета.
В 1935 г. Терентьеву присудили степень доктора химических наук без защиты диссертации, а в 1936 г. он стал профессором химфака МГУ.
В годы Великой Отечественной войны Александр Петрович был назначен начальником противопожарной охраны химфака. Во время обезвреживания зажигательных бомб на крыше факультета, вследствие нервного напряжения, ослеп, однако, к счастью, к утру зрение восстановилось.
В ночь с 13 на 14 октября по приказу ректора МГУ началась эвакуация сотрудников университета в Среднюю Азию. Через два месяца МГУ был в Туркмении. Во время работы при плохом освещении, Александр Петрович получил второй приступ глаукомы и избавиться от серьёзного недуга ему помог известный окулист — профессор Васютинский.
В годы эвакуации Терентьев был назначен заведующим кафедрой органической химии. Несмотря на отсутствие газа и водопровода, Александр Петрович блестяще справлялся с организацией практикума.
Из-за проблем со зрением Терентьев остался в Ашхабаде в то время как из-за жары МГУ перевели в Свердловск. В местном пединституте Александр Петрович заведовал кафедрой химии, параллельно читая лекции врачам военного госпиталя № 1273, с которыми разработал на основе бентонита ряд фармпрепаратов. Позже работал над созданием консервантов крови. Терентьев работал над получением сахаристых веществ из отходов хлопчатника. Он же, совместно с А. Б. Силаевым, предложил использовать в качестве медицинского лечебного средства бентониты — глины местного туркменского месторождения, одного из крупнейших в стране.
Вернувшись в Москву вместе с семьёй в сентябре 1943 года, Терентьев возобновил научную деятельность. Несколько его аспирантов параллельно провели серию исследований по созданию нового метода сульфирования ацидофобных соединений, за что Александру Петровичу в 1948 году была присуждения Государственная премия СССР.
В 1950-е годы Терентьев возглавил Комиссию по химической номенклатуре при Президиуме Академии наук СССР. Ему удалось вместе с сотрудниками усовершенствовать номенклатуру органических соединений.
Терентьев внёс большой вклад в проектирование нового здания химфака МГУ на Ленинских горах, в 1951 г. стал заведующим кафедрой специального органического синтеза и анализа. За свою жизнь он подготовил более 300 дипломников и 60 аспирантов.
Скончался 17 июля 1970 г. в Москве.

## Научная деятельность
Научная деятельность Александра Петровича Терентьева разнообразна. Он внёс большой вклад в развитие стереохимии. Научный интерес к этому разделу у него появился после изучения стереоизомерии оксима 2-ацетилпиррола. Терентьев предложил использовать кристаллы лево- и правовращающего кварца для нанесения катализатора с целью синтеза оптически активных веществ, а также метод спектрополяриметрии для изучения мезомерии, конформации и кинетики цис-транс-изомерии путём введения в оптически неактивные вещества оптически активной «метки».
Терентьев был крупным специалистом в области химии гетероциклических соединений. Он был удостоен Государственной премии СССР за работы по сульфированию этих ацидофобных соединений. Для этой цели Александр Петрович предложил применять более мягкие сульфирующие агенты, чем серная кислота во избежание осмоления — пиридинсульфотриоксид и диоксансульфотриоксид. Удалось таким образом получить многие сульфопроизводные фурана, пиррола и индола, а также некоторых диеновых углеводородов. Использовался метод полярографии для исследования продуктов сульфирования. Богатый научный опыт Терентьева был использован в работах и по галоидированию. Для получения бромпроизводных фенолов, алифатических альдегидов и кетонов был использован диоксан-дибромид. Моноиодпроизводные фенола, бета-нафтола, салициловой кислоты и 3-иодиндол были получены с помощью комплекса хлористого иода с диоксаном. Также Александром Петровичем были получены эффективные гипотензивные препараты, а также ряд физиологически активных производных бензофурана и индола. Терентьев также внёс большой вклад в развитие химии металлоорганических соединений. В 1914 году он совместно с Владимиром Васильевичем Челинцевым занимался исследованиями по взаимодействию сложных эфиров с пирролмагнийбромидами. Также он исследовал строение реактивов Гриньяра методами эбулиоскопии и электродиализа.
Исследования школы Терентьева позволили синтезировать эффективные стимуляторы роста растений, репелленты, важные вулканизаторы для фторрезин, вещества, повышающие термостойкость резин. Синтезирован известный препарат «Димекарбин» на основе индола.
Отметим успехи Александра Петровича в области функционального анализа. Метод определения активного водорода «по Терентьеву» является более совершенной разработкой метода Чугаева-Церевитинова. Для определения водорода использован алюмогидрид лития. Александр Петрович предложил в качестве газа-вытеснителя использовать диэтиловый эфир. Клинский завод «Лаборприбор» даже стал выпускать комплект аппаратуры для определения активного водорода, что способствовало массовому использованию этого метода. Также предложен метод определения диенов с помощью диазотированного пара-нитроанилина путём азосочетания, а для определения карбонильных групп и при анализе сахаров предложен борогидрид натрия.
Терентьевым был введён также термин «хелатный узел» для обозначения в металлокомплексах группировки, состоящей из центрального атома металла и органических лигандов, координационно связанных с ним.
Значительны успехи Александра Петровича Терентьева и в области элементного анализа. В 1961 г. была применена газовая хроматография для определения содержания углерода, водорода, азота и кислорода в органических соединениях. Разработан метод «мокрого сожжения» для определения углерода, азота, хлора, брома, фосфора, алюминия и германия в материалах, особо прочных индивидуальных органических веществах и сточных водах. Для элементного анализа нестойких органических производных трёхвалентных фосфора, мышьяка и сурьмы предложения предварительная десенсибилизация с помощью серы или селена. При определении фтора, а также кислорода в галоген- и серосодержащих веществах применён аммиак для восстановительного разложения навески. Также была запатентована конструкция электропечи для проведения сплавления с кальцием и магнием с целью минерализации навески для определения в органических веществах галогенов, азота, серы, фосфора, сурьмы и висмута.

## Интересные факты
В годы эвакуации Терентьев, будучи талантливым человеком, смог научить химиков тридцати соседних погранзастав простому методу обнаружения нарушителей государственной границы в ночное время.
В последние годы жизни Александру Петровичу удалось решить важную задачу. Наблюдался очень высокий расход бумаги для самописцев, так как для регулирования процессов важны записи, сделанные час назад. Записи, сделанные ранее, как правило, никого не интересовали. Терентьев в лаборатории смастерил устройство, похожее на современный фломастер, заполнил его этиловым спиртом и провёл черту на бумаге, под которую положил красную пластмассовую пластинку. Влажная бумага приобрела прозрачность и на ней появилась чёткая красная черта от подложки. Если запись требовала длительной фиксации, разработчикам Александр Петрович рекомендовал более высококипящие спирты — пропиловый, бутиловый, амиловый и т. д.

## Семья
В 1915 г. женился на Елизавете Николаевне Бычковой. Имел двух дочерей.

## Награды
- Медаль «За оборону Москвы» (1945)
- Медаль «За доблестный труд в Великой Отечественной войне 1941-1945 гг.» (1945)
- Медаль «В память 800-летия Москвы» (1947)
- Сталинская премия (1948)
- Орден Трудового Красного Знамени (1951)
- Орден Ленина (1951)
- Герой труда
- Сталинская премия второй степени (1948)

## Основные труды
- Терентьев А. П., Эвентова М. С., Кост А. Н. Сборник задач и упражнений по органической химии. М.: МГУ, 1951. 216 с.
- Терентьев А. П., Кост А. Н. Реакция цианэтилирования. М.; Л.: ГНТИ, 1952. С. 47-208.
- Терентьев А. П. Специальная химическая литература и пользование ею: Библиографический указатель. М.; Л.: ГХТИ. 1933. 96 с.
- Терентьев А. П., Кост А. Н., Цукерман А. М., Потапов В. М. Номенклатура органических соединений. М.: Изд-во АН СССР, 1955. 302 с.
- Терентьев А. П., Потапов В. М. Основы стереохимии. М.; Л.: Химия, 1964. 688 с.
- Терентьев А. П., Яновская Л. А. Полярографический метод в органической химии. М.: Госхимиздат, 1957. 388 с.
- Терентьев А. А., Яновская Л. А. Применение галоидосодержащих соединений для заместительного галоидирования органических соединений // Реакции и методы исследования органических соединений / Под ред. В. М. Родионова и др. М.: Госхимиздат, 1957. Кн. 6. 342 с.
- Терентьев А. П. Органический анализ: Избранные труды. М.: Изд-во МГУ, 1966. 408 с.